# Epifanij (metropolita kyjevský)
Epifanij (světským jménem: Serhij Petrovyč Dumenko; * 3. února 1979, Volkovo) je biskup ukrajinské pravoslavné církve a metropolita kyjevský a celé Ukrajiny.

## Život
Narodil se 3. února 1979 ve vesnici Volkovo v Oděské oblasti. Dětství a školní léta prožil ve vesnici Stara Žadova v Černovické oblasti.
Roku 1996 absolvoval Starožadovskou střední školu a nastoupil na Kyjevský duchovní seminář Kyjevského patriarchátu, který dokončil roku 1999. Poté studoval na Kyjevskou duchovní akademii, kterou absolvoval roku 2003.
V letech 2006-2007 studoval na Univerzitě v Athénách na filosofické fakultě.

### Předbiskupská služba
Od 1. července 2003 do 31. prosince 2005 byl sekretářem-referentem Rovenské eparchiální správy a osobní sekretář metropolity rovenského a ostrožského Daniila (Čokaljuka).
Od 26. srpna 2003 do 31. prosince 2005 byl učitelem Rovenského duchovního semináře KP a starší asistent inspektora. Ve stejných letech byl redaktorem internetového portálu "Rovno Pravoslavnoje" — oficiálních stránek rovenské eparchie a členem redakce církevně-náboženských novin "Duchovnaja niva" — oficiálního tisku rovenské eparchie.
Roku 2005 byl ustanoven tiskovým sekretářem rovenské eparchiální správy.
Roku 2007 se stal přednášejícím na Kyjevské pravoslavné teologické akademii a vedoucím katedry filologie.
Dne 21. prosince 2007 byl arcibiskupem perejaslav-chmelnickým Dimitrijem (Rudjukem) v monastýru svatého Michaela v Kyjevě postřižen na monacha se jménem Epifanij na počest svatého Epifana ze Salaminy.
Dne 6. ledna 2008 byl v soboru svatého Vladimíra v Kyjevě patriarchou Filaretem rukopoložen na jerodiákona a 20. ledna 2008 na jeromonacha.
Dne 25. ledna 2008 byl jmenován sekretářem patriarchy Filareta.
Dne 16. března 2008 byl ve vladimírském soboru patriarchou Filaretem povýšen na archimandritu.
Dne 20. března 2008 se stal představeným Vydubyckého monastýru v Kyjevě.
Dne 30. května 2008 se stal vedoucím patriarchální správy.
Dne 7. října 2008 mu byl udělen titul docenta na Kyjevské pravoslavné teologické akademii.

### Biskupská služba v UPC KP
Dne 21. října 2009 byl Svatým synodem Ukrajinské pravoslavné církve Kyjevského patriarchátu jmenován biskupem vyšhorodským a vikářem kyjevské eparchie.
Dne 15. listopadu 2009 proběhla jeho biskupská chirotonie. Světiteli byli patriarcha Filaret, arcibiskup Dimitrij (Rudjuk), arcibiskup Olexandr (Rešetňak), arcibiskup Michail (Zinkevyč), biskup Lavrentij (Mygovyč), biskup Onufrij (Chavruk), biskup Ilarion (Procyk) a biskup Jevstratij (Zorja).
Dne 27. července 2010 byl ustanoven rektorem Kyjevské pravoslavné teologické akademie a biskupem perejaslav-chmelnickým.
Dne 17. března 2011 byl Svatým synodem zvolen předsedou redakční komise.
Dne 17. listopadu 2011 mu byl udělen akademický titul profesora na Kyjevské pravoslavné teologické akademii.
V roce 2012 obhájil na teologické akademii svou doktorskou práci a byl mu udělen titul doktora teologie.
Dne 23. ledna 2012 byl dekretem patriarchy Filareta povýšen na arcibiskupa a stal se stálým členem Svatého synodu. V tomto ohledu jej mnoho analytiků označilo za jednoho z nejslibnějších hierarchů Kyjevského patriarchátu, který by následně mohl vést UPC KP.
Dne 28. června 2013 byl rozhodnutím Svatého synodu povýšen na metropolitu a stal se patriarchálním vikářem s právy eparchiálního biskupa. Tím mu byla udělena povinnost pomáhat patriarchovi při správě farností Kyjevské oblasti a v případě smrti patriarchy se stává locum tenens patriarchálního trůnu.
Dne 13. prosince 2018 se konal Archijerejský sobor, na kterém asi 30 z přibližně 40 biskupů podpořilo jeho kandidaturu na post metropolity kyjevského nové církevní struktury, zbytek biskupů hlasovalo pro metropolitu luckého a volyňského Michaila (Zinkevyče).

### Nejvyšší představitel Pravoslavné církve Ukrajiny
Dne 15. prosince 2018 byl na Archijerejském soboru zvolen nejvyšším představitelem nově vzniklé Pravoslavné církve Ukrajiny s titulem meteopolita kyjevský a celé Ukrajiny.
Dne 6. ledna 2019 obdržel v chrámu svatého Jiří v Istanbulu tomos o udělení autokefality, podepsaného den předem konstantinopolským patriarchou Bartolomějem.
Dne 3. února 2019 byl v soboru svaté Sofie v Kyjevě za přítomnosti metropolity metropolity francouzského Emmanouila (Adamakise) (Konstantinopolský patriarchát) slavnostně intronizován. Této události se zúčastnil také prezident Ukrajiny Petro Porošenko, členové vlády, hlava Ukrajinské řeckokatolické církve arcibiskup Svjatoslav Ševčuk, předseda Konference katolických biskupů Ukrajiny biskup Bronislav Bernackyj a metropolitní arcibiskup lvovský Mieczysław Mokrzycki. S výjimkou hierarchů Ekumenického patriarchátu se akce nezúčastnili zástupci dalších pravoslavných jurisdikcí světa a Ukrajiny; světová média se událostí nezabývala.
Rozhodnutím synodu byly všechny kyjevské farnosti a monastýry, které byly do 15. prosince 2018 součástí Kyjevského patriarchátu převedeny pod jurisdikci metropolity Epifanija.

## Vyznamenání
- Řád za zásluhy III. třídy (Ukrajina, 2008)
- Řád za zásluhy II. třídy (Ukrajina, 1. prosince 2015) – za významný osobní přínos k budování státu, socioekonomický, vědecký, technický, kulturní a vzdělávací rozvoj ukrajinského státu, za významné pracovní úspěchy a mnoho let svědomité práce[1]
- Čestný diplom Kabinetu ministrů Ukrajiny
- Athenagorova cena za lidská práva (Konstantinopolský patriarchát, 2019)

### Církevní vyznamenání
- Řád svatého apoštola a evangelisty Jana Theologa
- Řád svatého apoštolům rovného velkoknížete Vladimíra Velikého III. stupně
- Řád svatého archanděla Božího Michaela
- Řád Svatého Kříže (Černohorská pravoslavná církev)